# 스트랜디드: 에일리언 던
스트랜디드: 에일리언 던(Stranded: Alien Dawn)은 헤미몬트 게임즈(Haemimont Games)가 제작하고 프론티어 파운드리(Frontier Foundry)가 배급한 서바이벌 시뮬레이션 비디오 게임이다. 이 게임은 윈도우컴퓨터, 플레이스테이션4, 플레이스테이션5, 엑스박스원, 엑스박스 시리즈 엑스 그리고 엑스박스 시리즈 에스에서 구동가능하며 2023년 4월 25일에 발매되었다.

## 게임 플레이
스트랜디드: 에일리언 던은 플레이어가 외계행성에 고립된 정착민 그룹을 생존시키는 생존 시뮬레이션 장르의 비디오 게임이다. 게임을 시작 할 때 플레이어는 행성의 종류, 시나리오와 같은 것을 선택해 플레이할 수 있다. 플레이어는 각각의 구성원을 관리하고 각 생존자에게 작업을 할당하거나 때로는 직접 조종해야 한다. 자원을 수집하고 외계 생명체를 관찰하며 농작물을 심고 식량을 사냥하며 생존을 위한 환경을 구축해야 한다. 열기구를 만든 이후 플레이어는 열기구를 타고 탐험 또는 발생한 이벤트를 진행함으로써 자원을 수집하거나 새로운 생존자를 모집할 수 있다. 각 생존자는 각자의 장단점이 있으며 고유한 성격을 가지고 있으므로 다른 구성원들에게 영향을 미칠 수 있다. 플레이가 진행됨에 따라 정착지 또는 목적에 따른 전초기지를 점차 확장해 나가며 새로운 기술을 연구하고, 공격적이거나 굶주림으로 정착민을 공격하는 생명체를 물리쳐야 한다.

## 생존자 명단
- 아네트(62세): 침착함, 동정심, 느림보 - 라라의 어머니
- 라라(36세): 열정적인 농부, 근면함 - 아네트의 딸
- 카터(70세): 뛰어난 습득력, 오락 중독자 - 에드먼드의 아버지
- 에드먼드(45세): 영감을 주는 작가, 신속한 잠꾸러기, 대식가 - 카터의 아들
- 그레이슨(51세): 열정적인 목수, 느림보 - 바네사의 남편
- 바네사(46세): 완전무결한 의사, 음악 천재, 허약함 - 그레이슨의 부인
- 다니엘(65세): 천재, 평화주의자 - 탈라스의 남형제
- 탈라스(41세): 근면함, 건강함, 대식가 - 다니엘의 남형제
- 카나(25세): 영감을 주는 작가, 채식주의자 - 켄의 이복/이부 여형제
- 켄(20세): 노련한 청소부, 살해 충동 - 카나의 이복/이부 남형제, 요코의 손자
- 요코(68세): 제작 교사, 살해 충동 - 켄의 할머니
- 카티나(34세): 소식가, 완전무결한의사 - 크리스타의 여형제, 폴렛의 여형제
- 크리스타(26세): 천재, 서투름 - 카티나의 여형제, 폴렛의 여형제
- 폴렛(37세): 급한 성격 - 카티나의 여형제, 크리스타의 여형제
- 노바(29세): 자유주의자, 둔재 - 잰더의 사촌
- 잰더(34세): 야행성, 우울한 성격 - 노바의 사촌
- 우마이어(30세): 광장 공포증 - 비비안의 아들
- 비비안(65세): 열정적인 재단사, 혈액공포증 - 우마이어의 어머니
- 코너(51세): 저격수의 눈, 위협
- 엠버(36세): 전술 지휘관, 전투 교관
- 에멀린(35세): 환상적인 요리사, 쾌활한 성격
- 한(45세): 장인 사냥꾼, 오락 중독자
- 휴고(40세): 동물 조련사, 농사 교사, 대식가
- 잭(55세): 전투 교관
- 제일라(21세): 이중 인격, 쾌활한 성격, 음악 천재
- 마키(39세): 타고난 호기심, 나른함
- 멜로디(39세): 완전무결한 의사, 타고난 지도자
- 나라스(38세): 자유주의자, 침착함, 평화주의자
- 퀸(33세): 탐험가, 쾌활한 성격
- 라카(40세): 장인 건축가, 우울한 성격 - 리타의 사촌
- 리타(29세): 타고난 호기심, 쾌활한 성격 - 라카의 사촌
- 사만다(30세): 엔지니어, 채식주의자
- 시몬(33세): 건강함, 혈전성향증, 빠른 걸음
- 소라(32세): 저격수의 눈, 사막 태생, 채식주의자
- 비센티(47세): 열정적인 농부, 흥정가, 위험한 주방

## 평가
| 평가                                                                                                  |        |
| --- | ------ |
| 통합 점수 통합사 점수 메타크리틱 81/100 [ 1 ] [ 2 ] 평론 점수 평론사 점수 PC 게이머 (US) 86/100 [ 3 ] |        |
| 통합 점수                                                                                             |        |
| 통합사                                                                                                | 점수   |
| 메타크리틱                                                                                            | 81/100 |
| 평론 점수                                                                                             |        |
| 평론사                                                                                                | 점수   |
| PC 게이머 (US)                                                                                        | 86/100 |